# مارجيت براء
مارجيت براء (بالمجرية: Bara Margit)‏ (و. 1928 – 2016 م) هي ممثلة، وممثلة أفلام مجرية، ولدت في كلوج نابوكا، توفيت في بودابست، عن عمر يناهز 88 عاماً.

## جوائز
حصلت على جوائز منها:
- المواطنة الفخرية لبودابست  [لغات أخرى]‏ (2012)
- جائزة كوشوت [الإنجليزية]‏ (2002)
- صليب نيشان الاستحقاق المجري من رتبة ضابط  [لغات أخرى]‏ (1992)
- جائزة بيلا بالاش  [لغات أخرى]‏ (1967)
- Farkas–Ratkó Award  [لغات أخرى]‏ (1964).

## وصلات خارجية
- مارجيت براء على موقع IMDb (الإنجليزية)
- مارجيت براء على موقع أول موفي (الإنجليزية)
- مارجيت براء على موقع قاعدة بيانات الأفلام السويدية (السويدية)
- مارجيت براء على موقع قاعدة بيانات الفيلم (الإنجليزية)